# Frange (textile)
Pour les articles homonymes, voir Frange (homonymie).

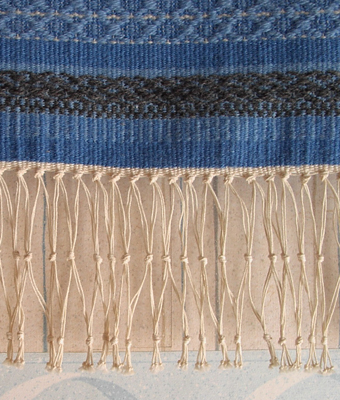
Frange de tapis

La frange est un ornement textile disposé sur le bord de certains vêtements ou tissu d'ameublement. 

## Structurale
Les franges structurales sont obtenues à l’extrémité des fils de chaîne d’un tissu et qui sont bloqués par une couture ou noués, pour empêcher au fil de trame de se démailler. C’est la structure normale des franges des écharpes, essuie-mains ou tapis. Les franges peuvent être nouées simplement ou de manière plus complexe pour créer des bordures artistiques comme le macramé ou la dentelle au fuseau.

## Décorative
Les franges décoratives sont directement construites comme objet et appliquées comme décoration. Elles font partie de la passementerie et sont utilisées pour la finition des tissus d’ameublement comme : rideaux, voilages, couvre-lits et nappes. Comme éléments décoratifs des vêtements jusque dans les années 1920, mais restent en usage pour les vêtements ecclésiastiques, les ornements liturgiques, les tenues militaires de parade, les tenues théâtrales, les drapeaux et fanions.
Les franges de passementerie sont réalisées sur des métiers à tisser spécifiques qui fabriquent un ruban étroit sur le côté duquel dépasse le fil de trame qui constituera la frange proprement dite. Le fil utilisé pour les franges précieuses est la soie et le fil d’or, aujourd’hui remplacés par la fibre synthétique.